# Arquipélago de Solor
O Arquipélago de Solor ou Ilhas Solor (em indonésio:  Kepulauan Solor) é um grupo de ilhas das Pequenas Ilhas da Sonda, na Indonésia, a leste da ilha de Flores e oeste do Estreito de Alor e do Arquipélago Alor. Administrativamente, pertencente à província de Sonda Oriental e são compartilhadas entre a Regência de Flores Oriental e a Regência de Lembata. Possui uma área de 1 226,38 km2 e uma população de 106312 (estimativa de 2008).
Além da língua nacional da Indonésia, a população também falam o lamahólot como língua franca. Há também muitas línguas locais, por exemplo o adonara é falado em Adonara e Solor.
Ao norte das ilhas está a parte ocidental do Mar de Banda, enquanto ap sul, atravessando o Mar de Savu, encontra-se a ilha de Timor. As maiores ilhas são, de oeste para leste, Solor, Adonara e Lembata (anteriormente conhecida como Lomblen), embora existem também muitas pequenas ilhas.

## Lembata
Lembata tem um comprimento de cerca de 80 km em direção sudoeste-nordeste, e uma largura de cerca de 30 km, leste-oeste. Culmina a 1533 m. É a maior ilha do arquipélago.

## Adonara

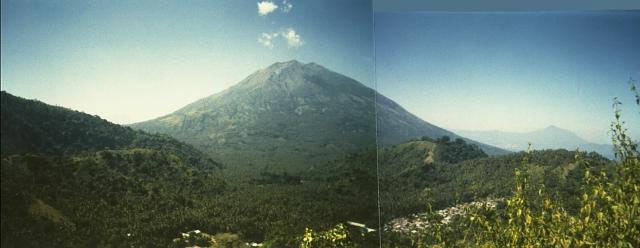
Vista do vulcão Ili Boleng

Adonara é uma ilha vulcânica localizada a leste da ilha de Flores. O seu vulcão, o Ili Boleng, chega aos 1659 metros de altitude e é o ponto mais alto do arquipélago.
A tradição local fala da fundação de um Estado para 1650. As personalidades e notáveis de Adonara dizem descender de sobernaos o rajá de Adonara.

## Solor

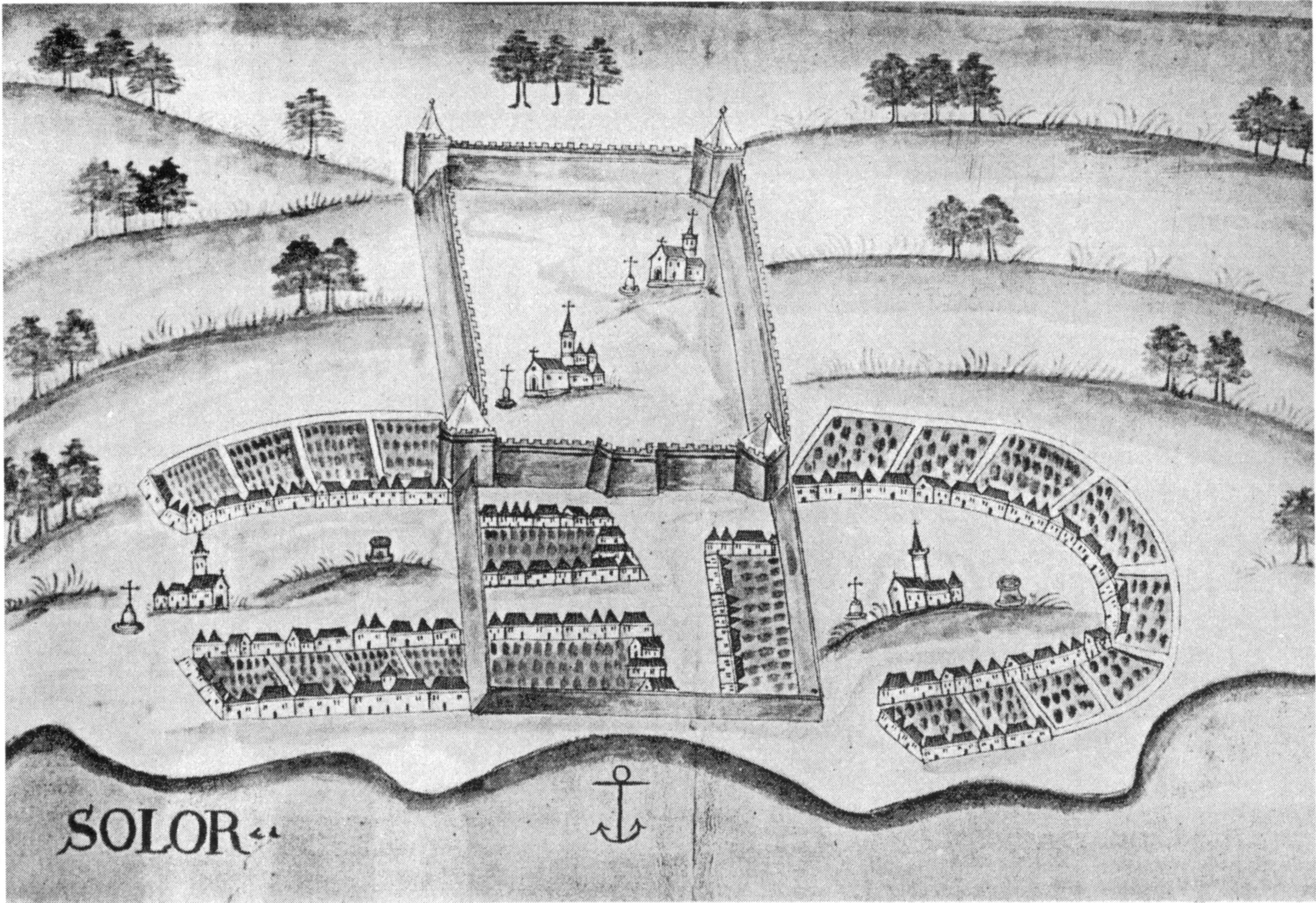
Fortaleza de Solor

Solor, que deu seu nome ao arquipélago, é uma ilha vulcânica, que tem cinco vulcões, 40 km de comprimento e 6 km de largura. É parte do arquipélago de mesmo nome.
A sua população tem praticada a caça de baleias há séculos. As línguas faladas são o adonara e o lamahólot, ambas da família de línguas austronésias.
Em 1520, os portugueses se estabeleceram na costa leste da ilha, na aldeia de Lamakera, um posto para parada entre as Molucas e Malaca, ambos sob o seu controle. Após um período de conflito, a Companhia Holandesa das Índias Orientais (VOC), anexou a ilha em 1653.